# Metorchis bilis
Metorchis bilis (Syn. Metorchis albidus) ist ein in Leber und Gallengängen von Raubtieren (Hund, Katze, Fuchs, Marder, Robben) und Vögeln parasitierender Saugwurm. Er kommt in Europa, Nordasien und Nordamerika vor. Bei Katzen ist er einer der Auslöser der Katzenleberegelkrankheit. Auch beim Menschen sind Infektionen beschrieben, vor allem in der Ob-Irtysch-Region Russlands ist er ein häufiger Auslöser der Metorchiasis des Menschen.

## Merkmale
Adulte sind 6,5 × 1–2 mm groß. Der Körper ist blattförmig. Mund- und Bauchsaugnapf sind etwa gleich groß. Der runde Mundsaugnapf hat einen Durchmesser von 0,22–0,28 mm und liegt subterminal. Der ebenfalls runde Bauchsaugnapf hat einen Durchmesser zwischen 0,10 und 0,30 mm und liegt leicht vor der Körpermitte. Der Pharynx ist oval, der Ösophagus sehr kurz. Das Ovar ist glattrandig und abgerundet und liegt vor den Hoden, etwas seitlich der Körperachse. Der gewundene Uterus überlagert den Bauchsaugnapf und erreicht den Dotterstock, welcher sich bis auf halbe Höhe zwischen beiden Saugnäpfen erstreckt. Die Geschlechtsöffnungen liegen vor dem Bauchsaugnapf. Das Receptaculum seminis liegt hinter dem Ovar und ist etwa genauso groß wie dieses oder größer. Die beiden Hoden sind glattrandig und liegen schräg versetzt im hinteren Körperbereich. Morphologisch gibt es Überschneidungen zum Katzenleberegel und zu anderen Opisthorchiidae, so dass eine molekularbiologische Artdiagnose sicherer ist.

## Entwicklungszyklus
Der Parasit hat einen dreiwirtigen Entwicklungszyklus. Die Eier sind 24–30 × 12–16 µm groß. Erster Zwischenwirt sind Süßwasserschnecken der Gattung Bithynia. Zweiter Zwischenwirt sind Süßwasserfische, in denen sich die Metazerkarien entwickeln. Eier und Metazerkarien sind nur schwer von denen anderer Opisthorchiidae zu unterscheiden. Die Infektion des Endwirts erfolgt durch die Aufnahme von rohem oder ungenügend erhitztem Fisch.

## Synonyme
In der Erstbeschreibung bezeichnete Braun die Art als Planaria bilis. Weitere, nicht mehr akzeptierte Synonyme sind Campula bilis, Distoma bilis, Distoma crassiusculum, Distomum albidum, Fasciola bilis, Metorchis albidus, Metorchis crassiusculus, Metorchis revilliodi und Opisthorchis crassiuscula.